# Fête du travailleur alpin
La fête du Travailleur Alpin est une fête politique qui se déroule chaque année en juin, historiquement à Fontaine, puis à Grenoble en 2022 et 2023. Depuis 2024 elle se déroule à Saint-Égrève.
Créée en 1929 par la fédération de l'Isère du Parti communiste français, elle a accompagné la création du journal Le Travailleur alpin en 1928.
Fête militante accueillant des artistes de divers genres musicaux, mais aussi des débats politiques variés, c'est également un lieu d'échange entre des associations locales qui ont la possibilité d'y tenir un stand. Rassemblant environ 7 000 personnes, elle est parfois présentée comme une petite Fête de l'Humanité.

## Historique
À l’origine, les dirigeants du Parti communiste ont eu l’idée de « rassembler les lecteurs et lectrices du journal autour d’animations et d’un repas champêtre » selon le directeur de la publication du journal Le Travailleur alpin, Gérard Frydman. L'Histoire de la fête du travailleur Alpin est intiment liée à celle du journal du même nom, et à l'évolution de la fédération de l'Isère du Parti communiste français au fil des années. Le journal Le Travailleur alpin est créé par la Fédération de l'Isère du Parti communiste français en 1928. Il est rédigé dès ses débuts par les membres du parti, notamment par le directeur et rédacteur principal Paul Billat. Il est diffusé sur une zone géographique assez large, notamment sur les départements des Hautes-Alpes, de la Drôme, et de l’Isère.
La Fête du travailleur alpin est créée très peu de temps après le journal, en 1929, et sa première édition a lieu sur la colline du Mûrier à Saint-Martin-d'Hères. Paul Billat gère aussi en grande partie l'organisation de cette fête. L'année suivante, c'est au pré des cuves de Sassenage que la fête se tient. Plus de 2 000 grenoblois y sont accueillis, bien plus que ce que les organisateurs avaient prévu compte tenu du succès modeste de la précédente édition (40 participants).
Le journal ne jouit pas à ses débuts d'une immense popularité, tout comme le Parti communiste français qui enregistre dans les années 1920 des scores assez faibles dans le département de l'Isère (aux alentours de 2,3% en 1925).
Paul Billat, ayant été condamné à une peine de prison en 1931, décide d'entrer dans la clandestinité en se cachant à Saint-Martin-d'Hères et continu à diriger le journal sous un pseudonyme. Il part effectuer un séjour à Paris puis à Moscou pour aller rejoindre l'École internationale Lénine. Il revient comme secrétaire régional du PCF en 1933 à Grenoble grâce à l'élection de Paul Doumer qui lui permet d'être amnistié.
À partir des années 1930, et en particulier lors de l'épisode du Front populaire en 1936, le journal gagne en popularité, passant d'une édition trimestrielle à une édition mensuelle puis hebdomadaire.
L'approche de la Seconde Guerre mondiale va cependant entraîner une période difficile pour le Parti communiste français aussi bien à l'échelle nationale que régionale. Après le Pacte germano-soviétique, le gouvernement d'Édouard Daladier fait passer diverses mesures à l'encontre du Parti Communiste Français. Le parti est mis hors la loi, ses journaux, tels que L'Humanité et le Travailleur Alpin sont interdis, et les élus communistes sont déchus de leurs mandats. Les militants comme les journaux entrent donc dans une période de clandestinité qui durera jusqu'à la fin de la guerre. La mise hors-la-loi des communistes français tomba d'ailleurs au moment de l'installation des stands de la fête, qui ont du être démontés dans la hâte.
À la Libération, le journal reparaît durant deux ans comme quotidien, avant de redevenir hebdomadaire. Il est concurrencé par un journal issu de plusieurs mouvements de la Résistance qui font paraître le quotidien régional nommé Les Allobroges(quotidien). La fête se tenait alors au Parc Paul-Mistral de Grenoble.
Entre 1950 et 1974, le journal comme la fête prennent de l'ampleur, notamment car le Parti communiste français fait des scores élevés dans la région durant cette même période. Dans les années 1960, le journal avait une diffusion moyenne de 10 000 exemplaires hebdomadaire, et servait de support pour la préparation et la popularisation de la Fête.
Durant le mouvement de Mai 68, les entreprises de la région sont occupées par les ouvriers. Le Travailleur Alpin devient alors quotidien, et est alors vendu chaque matin 1 franc par les militants aux portes des entreprises. Il est confectionné par des ouvriers du livre en grève. C’est le seul journal publié et le seul autorisé à suivre les assemblées générales des salariés dans les entreprises. Il redevient hebdomadaire à la fin du mouvement social.
Au cours de la seconde partie des années 1970, le journal perd des lecteurs et redevient mensuel. La Fête du Travailleur Alpin, de son côté, ne va cependant pas suivre le journal dans sa dynamique, et va au contraire gagner petit à petit en popularité. La fête a changé de nombreuses fois de lieux au sein de l'agglomération grenobloise au fil de son évolution (devant l'interdiction de s'installer dans les parcs herbeux de Grenoble, la fête s'installera pour une édition sur l'esplanade à l'entrée de la ville en 1971, avant de choisir de s'exporter dans la commune d'Uriage), mais semble s’être depuis plusieurs années installé au sein de la commune de Fontaine, au parc Dotto devenu Parc de la Poya les 2 et 3 juillet 1983 . Le journal a continué son rôle de mise en avant de la Fête : en juin 1991, par exemple, le journal publiait le programme de la fête (marqué par le concert du groupe de rock Les Garçon Bouchers, un tournoi de football, du Flamenco…), et déclarait dans son édito :

« Ça y est : elle est là ! La fête du Travailleur Alpin cru 1991, est arrivée. […] pour y inviter tous ceux qui espèrent et résistent, se rebellent et exigent, réfléchissent et agissent, ainsi que… tous ceux qui veulent faire la fête. […] Les communistes ont changé. Leur fête change. Ce serait dommage de ne pas en profiter. »

Les Amis du Travailleurs Alpin, association créée dans les années 1960, a fourni un travail actif pour tenter de donner une nouvelle vague de dynamisme à la Fête à partir des années 2000.
Gérard Frydman, qui a longtemps été à la direction de la fête et du journal, a laissé sa place en 2015 à Pierre Labriet pour le poste de directeur permanent du journal Travailleur Alpin, ainsi que de l’organisation de la fête. Ce dernier, journaliste et élu dans la mairie de Fontaine, a fait part au Dauphiné libéré des nouveautés imaginées pour le journal du Travailleur Alpin pour l’année 2016 : « Nouvelle maquette du journal, dessins de Cambon, des chroniques des deux parlementaires et des élus locaux, nouvelles rubriques, comme Désintox, une explication d’un mot de la presse et les mots croisés. » et de sa volonté de vendre celui-ci dans les kiosques.
Il a aussi annoncé au sein de cet article des évolutions potentielles pour la Fête du Travailleurs Alpin, et notamment une utilisation plus fréquente du format des meetings durant les moments d'échanges politiques.

## Caractéristiques et organisation de la fête
La fête du Travailleurs Alpin et un événement réunissant débat et concert, qui se déroule généralement sur une durée de trois jours, du vendredi en fin d'après-midi au dimanche fin d'après-midi. Les concerts des vendredi et samedi soir sont payants, et la journée du dimanche est gratuite, et correspond plutôt à un jour de débats et d'activités culturelles, même si elle est souvent marquée par quelques concerts et spectacles.
Les organisateurs de cette fête disent vouloir mettre en avant les acteurs locaux, que ce soit pour les produits alimentaires (des produits locaux, comme la bière par exemple, seraient alors privilégié), mais aussi pour les artistes participants à la fête. En effet, les organisateurs de la fête essayent chaque année de mettre en avant des artistes locaux et peu connus, avec le Tremplin du Travailleur Alpin, qui sélectionne et donne une place sur scène à des artistes de la région, à l'aide de pré-sélections qui ont lieu précédemment dans l'année. Certains des artistes choisis lors de la pré-sélection pourront bénéficier par la suite d'une bourse afin de développer leur projet artistique, et quelques-uns d'entre eux sont accompagnés par l'Association des Amis travailleurs Alpin pour pouvoir jouer à la Fête de l'Humanité. On remarque aussi la présence de beaucoup d'artistes français et/ou francophone parmi les groupes venant participer à l'animation musicale.
Le Tremplin du Travailleur Alpin existe depuis 2009 et a été créé par l'association des Amis du Travailleur Alpin. Cette association a été créée en 1963, et a recommencé à être active en 2008. Le but de cette association est de participer à l'organisation de manifestations culturelles et sportives au sein de l'agglomération, et en particulier de participer à améliorer et populariser la Fête du Travailleur Alpin.

### Une fête musicale
La Fête du travailleur Alpin est tout d'abord un festival de musique, réunissant des artistes pouvant être classés dans des genres musicaux très variés : rap, rock'n'roll (Punk-Rock), reggae, folk, Blues, Jazz, Musiques du monde, Électro, Dub…

### Artistes

#### 2019
De nombreux artistes seront présents, dont les rappeurs Médine et Kery James.

#### 2017
Vendredi soir'
- L'Apprenti (rappeur grenoblois)
- Keny Arkana accompagnée de Maya Kutsi[13]
- Artivistes Lyrics (artistes grenoblois)
- Jack's Sound (groupe savoyard)

Samedi soir
- Les Motivés (groupe toulousain fondé par Mouss et Hakim de Zebda)
- Soviet Suprem
- Thump the Table
- Zicatinta et Dünya
- Estelle Mey
- Alice
- Théâtre du Réel pour un spectacle intitulé Y a-t-il trop d'étrangers dans le monde ?

Dimanche
- Les Colporteurs de Rêves.
- La compagnie Les Agités (contes pour enfants).

#### 2016
Vendredi
- HK et Les Saltimbanks
- Orchestre national de Barbès
- Midnight Bloom
- The Chainsaw Blues Cowboys
- Les Coureurs de Rempart

Samedi
- Les Sales Majestés
- Les Ramoneurs de menhirs
- Mônica Passos
- Ubikar
- Les Fées Rosses La Criée Publique
- Julie Bally
- Les Trois Huit
- Arfang
- Stone Cavalli

Dimanche
- Méli-Mômes
- La dame turquoise
- Chris Hani

#### 2015
Vendredi
- Brain Damage
- AlgoRythmiK
- Dual Shock
- Diera & The Robber Band
- Easycombo
- Nadejda
- Neo

Samedi
- Les Fatals Picards
- Opium Du Peuple
- The Chainsaw Blues Cowboys
- Hors-Taxe
- Les Gwapps
- Zicatinta

Dimanche
- Quintana
- Les Oreilles Rouges
- Maria & Angelo

#### 2014
Vendredi
- Zebda
- Yebarov
- Nabil Baly Othmani
- Quintana
- La Section Moleski

Samedi
- Tagada Jones
- Sugar & Tiger (Didier Wampas Family)
- Gliesers
- The Hankies
- Collapsus
- Le Fou Folk
- Fabienne Swiatly
- Balkan Swing Party (BSP Crew)

Dimanche
- La Compagnie du Totem (Clowns)
- Le petit K L'Son (musique)

#### 1988
Samedi
- Karim Kacel

Dimanche
- Graffiti
- Francesca Solleville

## Une fête militante
Cette fête est aussi un lieu de débat et d'échange politique et culturel. Afin de construire cet espace de débats politiques, les organisateurs mettent en place chaque année des  moments d'échanges autour de différents thèmes, souvent liés à l'actualité, et avec généralement la présence d'intervenants (personnages politiques, écrivains…) qui participent à animer la discussion. Ainsi, par exemple, la fête de 2016 a été marqué par un débat en la présence de Pierre Laurent, secrétaire national du PCF, ou encore d'un débat sur le thème de l'Europe en la présence de Marie-Christine Vergiat, députés européenne du Front de gauche. En 2015, parmi les débats organisés, il y en avait eu notamment un sur le thème de la gratuité des transports publics au sein de l'agglomération grenobloise. Dans l'ensemble, les intervenants présents au sein cette fête se retrouvent cependant dans des courants de pensées qui sont traditionnellement plutôt classés à la gauche de l'échiquier politique.
La fête peut aussi être marquée par des activités se détachant un peu des débats politiques, et se rapprochant plus d'activités artistiques et/ou d'échanges culturels. Ainsi, par exemple, pour la fête de 2017 à venir, une activité de vide-grenier et de fabrication de marionnettes a été annoncée au sein du programme de la journée du dimanche, où l'ambiance est généralement plus familiale. Les amis du Travailleur Alpin, ont aussi annoncé qu'il allait animer la fête avec la Radio Coco, une radio qui suivra le déroulement de l'événement durant le week-end.

## Liste des associations présentes au sein de la fête
Le site du festival  diffuse une liste des associations présentes au sein de la fête que voici : 
- Association Nuestra America
- Association des Syriens libres et indépendants
- Le boutre de l’espoir
- Association France-Palestine Solidarité
- Association iséroise des Amis Kurdes
- Centre information inter-peuple (CIIP)
- CGT Jeune
- Fakir
- Festivals du coin + Pôle musical d’innovation
- Kaladja (groupe de musique antillais)
- La Maison de la Poésie Rhône-Alpes
- Les Amis de l’Humain
- Les Amis du Travailleur Alpin
- MétroMobilité
- Mouvement de la paix Isère
- N’Todem (Solidarité Cameroun)
- Red Kaos – Supporters du GF38
- Réseau éducation sans frontières (RESF)
- Sebaco Solidarité Nicaragua
- Secours populaire français
- Société des Lecteurs et Lectrices de l’Humanité de St Martin d’Hérès
- Union nationale lycéenne (UNL)

Cependant, il est précisé sur le site du festival que la liste des stands est sous couvert de modifications. Ainsi, les associations présentant un stand peuvent changer selon les années.

## Liste des diverses sections du Parti Communiste français présentes au sein de la fête
Cette fête regroupe les nombreuses sections locales du Parti Communiste française présentes dans l'ensemble du département :
- Association Départementale Élus Communistes Républicains
- Jeunesse communiste de l’Isère
- Section Échirolles
- Section Eybens
- Section Fontaine
- Section Grenoble
- Section Grésivaudan
- Section des Eaux Claires
- Section des Terres froides
- Section Pont de Claix
- Section Saint Égrève
- Section Saint Martin d’Hères
- Section Voiron
- Section Pont-de-Cheruy